# Platille
Une platille est un ustensile de repassage du linge, de terre cuite ou de métal, en forme de disque convexe monté sur pieds (généralement trois), d'environ 30  à   50 cm. de diamètre, servant à tendre et lisser le linge encore humide. La platille est, avant usage, chauffée sur des braises.
En France, cet ustensile était aussi appelé platelle, platine et platène (Bretagne). Il était fabriqué, en particulier, par les potiers d'Herbignac (Loire-Atlantique).

## Sources
- Système descriptif des objets domestiques français, Éditions des musées nationaux, 1977